# John Mendelsohn (Mediziner)

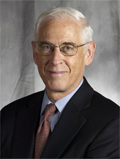
John Mendelsohn (2011)

John Mendelsohn (* 31. August 1936 in Cincinnati, Ohio; † 7. Januar 2019) war ein US-amerikanischer Onkologe am University of Texas MD Anderson Cancer Center in Houston, Texas. Er machte sich um die klinische Entwicklung von Cetuximab verdient, ein therapeutischer chimärer monoklonaler Antikörper vom Typ IgG1 gegen den Epidermalen Wachstumsfaktor-Rezeptor (EGFR), der in der Onkologie (Krebsmedizin) zur Krebsimmuntherapie eingesetzt wird.
Mendelsohn erwarb 1958 an der Harvard University einen Bachelor in Biochemie und 1963 an der Harvard Medical School einen M.D. als Abschluss des Medizinstudiums. Akademische Stationen (Professuren) waren die University of California, San Diego (1970–1985), Cornell University und Sloan-Kettering Institute for Cancer Research (1985–1996) und University of Texas MD Anderson Cancer Center (ab 1996).

## Auszeichnungen (Auswahl)
- 1999 AACR-Joseph H. Burchenal Memorial Award for Outstanding Achievement in Clinical Cancer Research[2]
- 2004 Bristol-Myers Squibb Award for Distinguished Achievement in Cancer Research[3]
- 2006 Dan-David-Preis[4]
- 2012 AACR-Margaret Foti Award for Leadership and Extraordinary Achievements in Cancer Research[5]
- 2013 Mitglied der American Academy of Arts and Sciences[6]
- 2014 Fellow der American Association for the Advancement of Science[7]
- 2018 Tang Prize für biopharmazeutische Forschung[8]